# Ceratocephale aureola
Ceratocephale aureola är en ringmaskart som beskrevs av Anne D. Hutchings och Reid 1990. Ceratocephale aureola ingår i släktet Ceratocephale och familjen Nereididae. Inga underarter finns listade i Catalogue of Life.